# Changing of the Seasons
Changing of the Seasons är Ane Bruns fjärde studioalbum, utgivet 2008.

## Låtlista[1]
1. "The Treehouse Song"
2. "The Fall"
3. "The Puzzle"
4. "My Star"
5. "Ten Seconds"
6. "Changing of the Seasons"
7. "Lullaby for Grown-ups"
8. "Raise My Head"
9. "Armour"
10. "Round Table Conference"
11. "Gillian"
12. "Don't Leave"
13. "Linger with Pleasure"
14. "True Colours (Bonus Track)"
15. "Big in Japan (Bonus Track)"